# Ceresole d'Alba

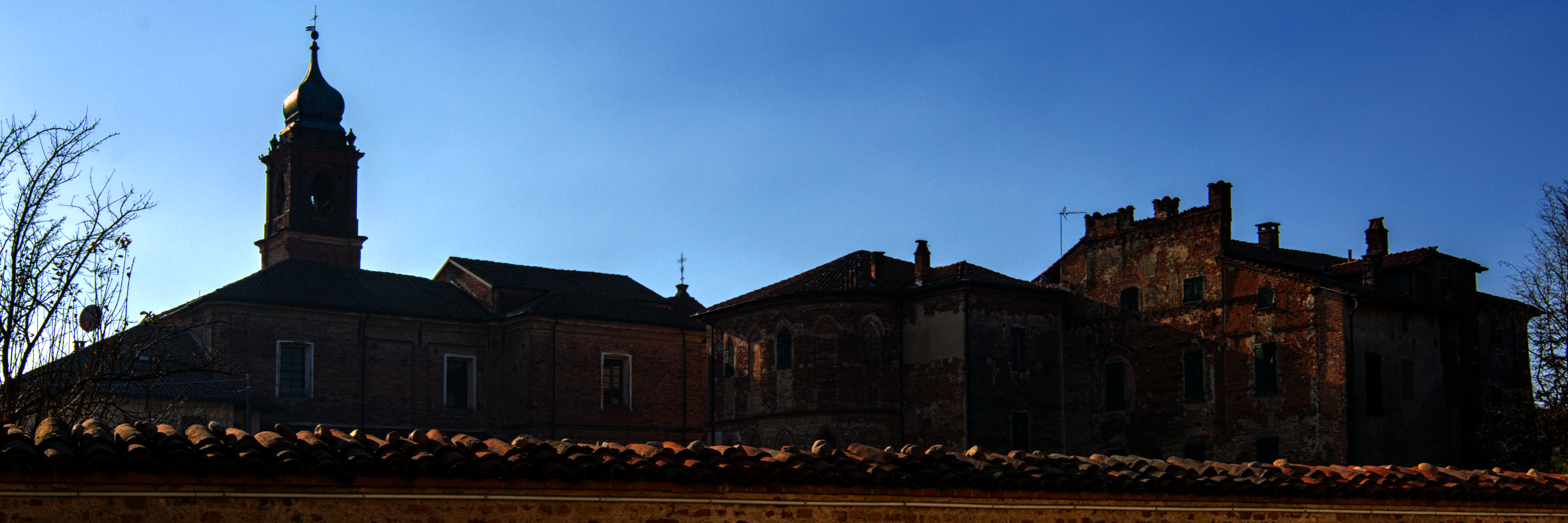
Vista sulla parrocchiale ed il castello

Ceresole d'Alba (Ceresòle d'Alba o Cerzòle in piemontese) è un comune italiano di 1 995 abitanti della provincia di Cuneo, in Piemonte.
Il comune fa parte della delimitazione geografica del Roero.
È il comune situato più a nord della provincia di Cuneo.

## Storia
La prima menzione riguarda l'investitura del feudo di Ceresole da parte dell'imperatore Enrico III al vescovo di Asti nel 1041. Nel XIII secolo la consignoria passa alle famiglie dei Montaldo e degli Anterixio. Nel 1347 i Roero acquistano il feudo dalla signoria Viscontea di Asti. Nel XV secolo le continue lotte tra francesi e spagnoli portano alla decimazione degli abitanti e alla distruzione delle coltivazioni, con la distruzione del paese nel 1544 (battaglia di Ceresole). Alla fine del Seicento l'impoverimento della zona porta l'ultimo discendente dei Roero di Ceresole (Francesco Bernardino) a vendere le terre e il palazzo, riducendosi a vivere in miseria. Morirà nel 1707 nell'ospedale di Carmagnola.
Il 21 luglio 1944, in piena Resistenza, un gruppo di 350 tedeschi provenienti da Scalenghe marcia su Ceresole, attivo centro partigiano. All'alba presso la cascina Novarino i tedeschi fermano il proprietario Giovanni Novarino e Florindo Pettinati; poco dopo, proseguendo verso Ceresole, sorprendono Ruggero Degno. In regione Tagliata, inoltre, fermano sei giovani che cercavano invano di evitare il rastrellamento: Vincenzo Molina, Giuseppe Lusso, Michele Dassano, Gianfermo Burzio, Gregorio Ferrero e Tommaso Marocco, tutti tra i 19 e i 24 anni. I 10 fermati saranno condannati a morte e giustiziati: si salva solo Lusso, trattenuto per essere giustiziato altrove ma infine rilasciato. Allineati sul muro prospiciente l'albergo Campana, il parroco confessa i condannati mentre vengono preparati i cappi. La sentenza viene eseguita: sei condannati sono impiccati ai balconi dell'albergo Campana, altri tre al balcone della adiacente casa Croce. Uno di loro, Burzio, spezzatasi la corda, fu riappeso vivente per la seconda volta.

### Simboli
Dal 1687 nello stemma comunale è raffigurato un cliegio al naturale, fruttato di rosso.
(Antonio Manno, Bibliografia storica degli Stati della monarchia di Savoia, 1892)
Il gonfalone è un drappo di rosso.

## Monumenti e luoghi d'interesse

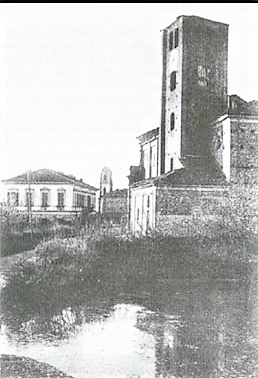
Una peschiera.

- Peschiera dei fior di loto (Cascina Gallina)
- Peschiere di Tenuta Palermo
- Peschiera di Cascina Colombaro

### Architetture religiose
- Chiesa di San Giovanni Battista

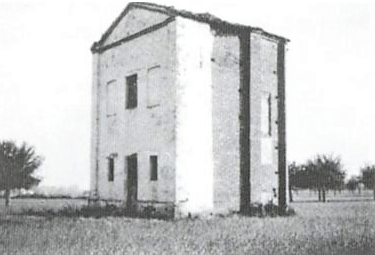
Chiesa della Madonna del Buontempo.

- Chiesa della Beata Vergine Assunta in frazione Cappelli
- Chiesa di Sant'Antonio Abate
- Chiesa della Madonna del Buontempo
- Chiesa della Madonna dei Prati
- Chiesa dei Disciplinanti di San Bernardino
- Santuario della Madonna della Rosa: custodisce un'immagine mariana, cui la tradizione ha attribuito eventi miracolosi[5]

## Società

### Evoluzione demografica
Abitanti censiti

### Etnie e minoranze straniere
Secondo i dati Istat al 31 dicembre 2017, i cittadini stranieri residenti a Ceresole Alba sono 174, così suddivisi per nazionalità, elencando per le presenze più significative:
1. Romania, 101

## Cultura

### Ricorrenze
- Eccidio dei Martiri di Ceresole, impiccati da nazi-fascisti il 22 luglio 1944

### Feste e fiere
- Ceresole in festa (prima domenica di settembre)
- Fiera delle terre rosse (primo fine settimana di giugno)

### Musei
- MUbatt - Museo della Battaglia di Ceresole d'Alba del 1544
- Museo Internazionale delle Donne Artiste (MIDA)

## Economia
L'economia del paese è prevalentemente agricola, con alcuni insediamenti di tipo misto (industriale/commerciale). Nonostante la denominazione del comune ("D'Alba"), l'economia gravita principalmente attorno al comune di Carmagnola e paesi limitrofi. I prodotti di maggiore rilievo sono: cereali, ortaggi, fragole e peperoni. Un cenno particolare per la tinca di Ceresole: è un pesce allevato in stagni e rappresenta un prodotto tipico del paese. È stato recentemente inserito tra i presidi Slow Food e come produzione D.O.P. con la denominazione di "Tinca Gobba Dorata del Pianalto di Poirino".

## Amministrazione
| Periodo        | Periodo        | Primo cittadino   | Partito      | Carica  | Note   |
| -------------- | -------------- | ----------------- | ------------ | ------- | ------ |
| 14 giugno 1999 | 14 giugno 2004 | Giuseppe Piumatti | Indipendente | Sindaco | [ 9 ]  |
| 14 giugno 2004 | 8 giugno 2009  | Bruno Lovera      | Lista civica | Sindaco | [ 10 ] |
| 8 giugno 2009  | 26 maggio 2014 | Bruno Lovera      | Lista civica | Sindaco | [ 11 ] |
| 26 maggio 2014 | in carica      | Franco Olocco     | Lista civica | Sindaco | [ 12 ] |